# To. Day
To. Day è il secondo EP del girl group sudcoreano Fromis 9, pubblicato nel 2018.

## Tracce
1. Close To You (다가가고 싶어; Dagagago Sipeo) – 2:05
2. Think of You (너를 따라, 너에게; Neoleul Ttala, Neoege) – 3:33
3. Pitapat (DKDK) (두근두근; Dugeundugeun) – 3:03
4. 22Century Girl (22세기 소녀; 22Segi Sonyeo) – 3:35
5. Clover – 3:21
6. First Love – 2:59